# Huntite
La huntite est un minéral de la classe des carbonates. Il a été nommé ainsi par George T. Faust en l'honneur de Walter Frederick Hunt (1882-1975), professeur de minéralogie de l'université du Michigan,. L'utilisation industrielle la plus commune de la huntite est sous forme d'un mélange naturel avec l'hydromagnésite comme retardateur de flamme ou additif retardateur de feu dans les polymères.

## Caractéristiques
La huntite est un carbonate de calcium et de magnésium de formule chimique CaMg3(CO3)4. Elle cristallise dans le système trigonal. Elle forme des masses fibreuses calcaires compactes. On la trouve également sous forme de cristaux formés de plaques rhomboédriques, d'environ 1 μm. Sa dureté sur l'échelle de Mohs est comprise entre 1 et 2, soit un minéral très tendre.
La huntite se décompose thermiquement sur une plage de température comprise entre 450 et 800 °C, relâchant du dioxyde de carbone et laissant un résidu d'oxydes de magnésium et de calcium,,.

## Classification
Selon la classification de Nickel-Strunz, la huntite appartient à "05.AB: Carbonates sans anions supplémentaires, sans H2O, carbonates alcalinoterreux (et autres M2+)", avec les minéraux suivants : calcite, gaspéite, magnésite, otavite, rhodocrosite, sidérite, smithsonite, sphérocobaltite, ankérite, dolomite, kutnohorite, minrecordite, aragonite, cérusite, strontianite, withérite, vatérite, norséthite, alstonite, olekminskite, paralstonite, barytocalcite, carbocernaïte, benstonite et juangodoyite.

## Formation et gisements
On la trouve dans des grottes, dans des roches magnésiques ; en remplissage de cavités et en revêtement de fissures dans les roches ; généralement précipitée par concentration évaporative de solutions météoriques issues de roches altérées contenant de la magnésite ou de la dolomite, ou des serpentinites et des ophiolites. Elle est généralement associée à d'autres minéraux tels que la magnésite, la dolomite, l'aragonite, la calcite et l'hydromagnésite. Elle a été découverte en 1953 dans le dépôt d'Ala-Mar, dans le district de Currant (comté de White Pine, Nevada, États-Unis).

## Utilisation industrielle
L'utilisation industrielle la plus répandue de la huntite est sous forme de mélange naturel avec l'hydromagnésite comme retardateur de flamme ou comme additif retardateur de feu pour les polymères,,. La chaleur du feu entraînera la décomposition de la huntite, relâchant du dioxyde de carbone dans les flammes. Cela permet de ralentir l'extension du feu. Le relâchement du dioxyde de carbone est endothermique, ce qui signifie qu'il absorbe de la chaleur, cet effet contribue à refroidir le matériau incendié, ralentissant de nouveau l'extension du feu. Ces types de mélanges sont utilisés en alternatives à l'hydroxyde d'aluminium plus communément utilisé.